# Hellmut von Gerlach

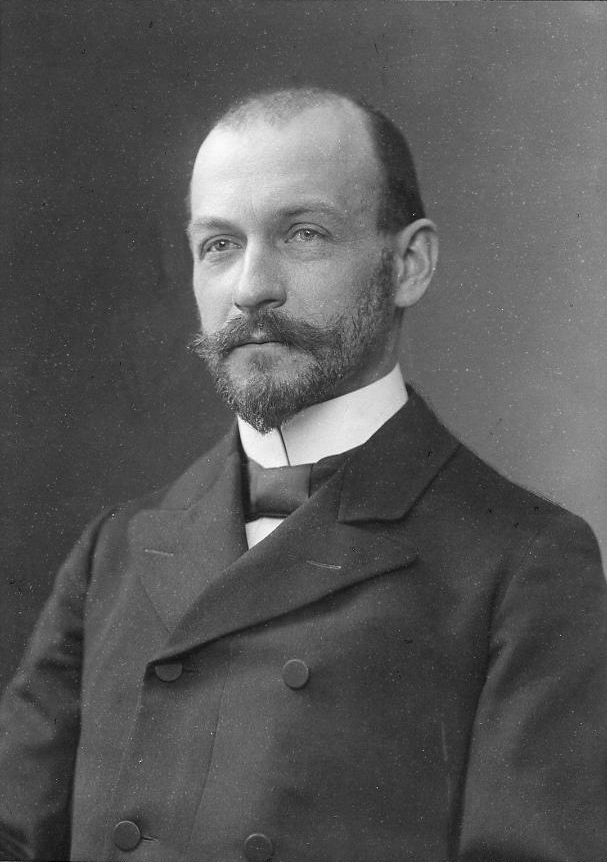
Hellmut von Gerlach

Hellmut Georg von Gerlach (* 2. Februar 1866 in Mönchmotschelnitz bei Winzig, Landkreis Wohlau, Provinz Schlesien; † 1. August 1935 in Paris) war ein deutscher Publizist und Politiker. Er war Jurist und Reichstagsabgeordneter (1903–1907) und trat in seinen Publikationen für eine liberale demokratische Gesellschaft und Verständigung mit den Nachbarländern ein.

## Herkunft
Hellmut von Gerlach wurde als Sohn des adligen Gutsbesitzers Max von Gerlach (1832–1909) und dessen Ehefrau Welly geb. Peyer (1837–1899) in Mönchmotschelnitz in Niederschlesien geboren. Sein Großvater väterlicherseits war Karl von Gerlach (1792–1863), Polizeipräsident in Berlin, Regierungspräsident in Köln und Erfurt, und ein Urgroßvater mütterlicherseits Johann Gottlieb Koppe (1782–1863).

## Leben

### Schule und Studium
Hellmut von Gerlach besuchte das Gymnasium in Wohlau. Anschließend studierte er Rechtswissenschaften an den Universitäten Genf, Straßburg, Leipzig und Berlin. Dabei war er Mitglied des Verbandes der Vereine Deutscher Studenten.

### Juristische Tätigkeiten
Nach seinem Studium war Hellmut von Gerlach als Referendar an Gerichten in Lübben, Berlin, Schleswig und Magdeburg tätig. Anschließend gelang es ihm durch persönliche Beziehungen, in den preußischen Verwaltungsdienst zu kommen. Er wurde zunächst Regierungsassessor und später Stellvertreter des Landrats für den Kreis Herzogtum Lauenburg in Holstein. 1892 verließ er den Staatsdienst.

### Journalistische und politische Tätigkeiten 1892–1903
Seit 1892 arbeitete Hellmut von Gerlach als Journalist. Bis 1896 war er Redakteur der christlich-sozialen Tageszeitung Das Volk. Dabei stand er dem christlich-sozialen, antisemitischen Flügel um Adolf Stoecker nahe. In den folgenden Jahren änderte er seine politische Grundhaltung. Im Juni 1894 nahm er brieflichen Kontakt mit Friedrich Engels auf und besuchte ihn anschließend in London. Unter dem Einfluss Friedrich Naumanns entwickelte er liberale politische Ansichten. 1896 beendete er seine Tätigkeit für die Zeitung Das Volk und gründete mit Friedrich Naumann den Nationalsozialen Verein.
Ab 1898 war er Chefredakteur der liberalen Berliner Wochenzeitung Die Welt am Montag.

### Reichstagsabgeordneter 1903–1907
Hellmut von Gerlach bemühte sich in den folgenden Jahren, für die Nationalsozialen in das Preußische Abgeordnetenhaus und in den Reichstag zu gelangen. Im preußischen Abgeordnetenhauswahlkreis Lingen-Bentheim (an der niederländischen Grenze) gründete er dazu nationalsoziale Arbeitervereine, die dann in den Textilarbeitergemeinden Nordhorn, Schüttorf und Gildehaus sowie unter den Eisenbahnarbeitern in Lingen an der Ems viel Zulauf erhielten. Trotzdem blieben seine Bemühungen 1898 und 1903 dort erfolglos. Allerdings gelang es ihm im Juni 1903, im Reichstagswahlkreis Regierungsbezirk Kassel 5, Marburg-Frankenberg-Kirchhain als einziger Kandidat des Nationalsozialen Vereins in den Reichstag zu kommen. Gewählt wurde er in der Stichwahl mit Hilfe des Zentrums und der SPD. Kurz danach löste sich der Nationalsoziale Verein auf und Gerlach schloss sich der linksliberalen Freisinnigen Vereinigung als Hospitant an. Bei der Reichstagswahl im Januar 1907 verlor er den Wahlkreis wieder.

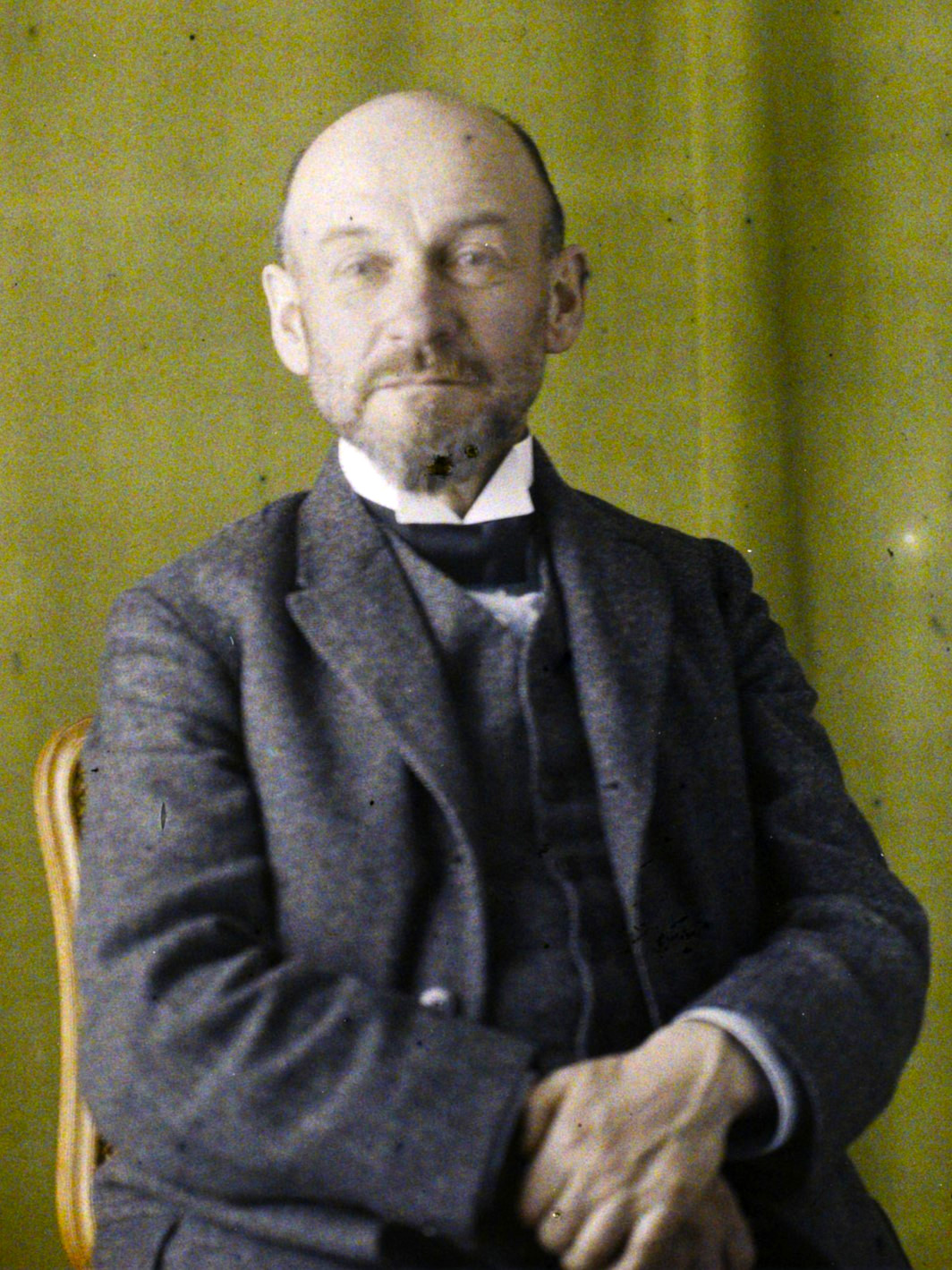
Hellmut von Gerlach, 1924. Autochrom von Georges Chevalier.

### Publizistische und gesellschaftliche Tätigkeiten 1908–1918
Ab Ende 1906 war Hellmut von Gerlach wieder als Chefredakteur der Welt am Montag tätig. 1908 verließ er die Freisinnige Vereinigung und wurde Mitbegründer der Demokratischen Vereinigung (DV). 1912 wurde er nach dem Weggang von Rudolf Breitscheid deren Vorsitzender. In diesem Jahr war er bei der Reichstagswahl in seinem angestammten Wahlkreis Marburg-Frankenberg als einziger Kandidat der DV in die Stichwahl gekommen, die er jedoch gegen Johann Rupp von der Deutschsozialen Partei verlor.
Ab 1914 nahm Hellmut von Gerlach im Ersten Weltkrieg eine pazifistische Haltung ein und unterstützte entsprechende gesellschaftliche Aktivitäten. Er war auch Mitglied der Deutschen Friedensgesellschaft.

### Gesellschaftliche und publizistische Tätigkeiten 1918–1933
Im November 1918 wurde Hellmut von Gerlach Unterstaatssekretär unter seinem vorherigen Vereinsfreund Rudolf Breitscheid im preußischen Innenministerium. Er war für die Beziehungen zur ehemaligen preußischen Provinz Posen zuständig, die inzwischen unter polnischer aufständischer Kontrolle stand. Am 20. November fuhr er dorthin und sicherte nach eintägigen Verhandlungen mit dem Obersten Volksrat die weitere Lieferung von Lebensmitteln in das Deutsche Reich, die dort dringend benötigt wurden. Anfang 1919 verlor er dieses Amt nach den politischen Veränderungen wieder.
1918 gehörte Hellmut von Gerlach gemeinsam mit Friedrich Naumann zu den Gründern der linksliberalen Deutschen Demokratischen Partei (DDP).
1919 trat er dem Rat des Internationalen Friedensbüros bei. 1920 entging er nur knapp einem rechtsextremen Mordanschlag. 1922 trat er wieder aus der DDP aus.
1926 wurde Hellmut von Gerlach Vorsitzender der Deutschen Liga für Menschenrechte. In dieser Funktion nahm er an mehreren internationalen Friedenskongressen teil. 1930 wurde er Gründungsmitglied der Radikaldemokratischen Partei, die allerdings keine größere politische Bedeutung erlangen konnte. 1932 übernahm er nach der Inhaftierung von Carl von Ossietzky die Leitung der Zeitschrift Die Weltbühne.

### Emigration 1933–1935
Im März 1933 floh Hellmut von Gerlach zunächst nach Österreich. Er stand in dieser Zeit auf der Ausbürgerungsliste des Deutschen Reichs. Seine Schriften wurden vollständig verboten.
Im April 1933 gelangte er über Zürich nach Paris, wo er auf Einladung der französischen Liga für Menschenrechte sein journalistisches und pazifistisches Engagement fortsetzen konnte. Er schrieb dort auch Artikel für das deutschsprachige Pariser Tageblatt. Dort schlug er Carl von Ossietzky für den Nobelpreis vor, den dieser dann 1936 erhielt.
Hellmut von Gerlach hielt sich im Frühsommer 1935 zu einer Kur in Moscia (Ascona) in der Schweiz auf. Dort forschte er auch zu Hintergründen der Entführung des Journalisten Berthold Jacob durch die Nationalsozialisten. Am 1. August 1935 starb er unerwartet an einem Herztod in Paris; anwesend war die Publizistin Milly Zirker. Die Polizei ordnete eine Obduktion an, da sie einen gewaltsamen Tod durch deutsche Agenten nicht ausschloss. Die Bestürzung über seinen Tod war in deutschen Emigrantenkreisen groß; viele französische Zeitungen berichteten darüber. Auf der Beerdigung auf dem Friedhof Père-Lachaise sprachen Rudolf Breitscheid, Georg Bernhard und Victor Basch.

## Publizistisches Wirken
Hellmut von Gerlach schrieb zuerst für das Deutsche Adelsblatt. Von 1892 bis 1896 war er Redakteur der konservativen Zeitung Das Volk.
Ende 1898 konnte Gerlach den Marburger Teil der Hessischen Landeszeitung erwerben und trat bis Mitte 1912 als deren Verleger in Erscheinung. Motiv für dieses Engagement waren seine Bemühungen um den Reichstagswahlkreis Marburg-Frankenberg-Kirchhain, in dem er vier Mal kandidierte, den er allerdings nur 1903 gewinnen konnte. 
Von 1898 bis 1901 und ab 1906 war er leitender Redakteur der Wochenzeitung Die Welt am Montag. Dort formulierte er seine liberalen Ideen. Er forderte unter anderem politische Reformen zur Parlamentarisierung des Reichs. 
Ab 1914 setzte er sich für eine Verständigungspolitik mit den Nachbarländern ein. Nach 1918 war er einer der wichtigsten linksliberalen Publizisten der Weimarer Republik. So trat er für die Erfüllung des Versailler Vertrags ein und prangerte die illegale Aufrüstung an. Er warnte vor rechten Umsturzversuchen und setzte sich auch besonders für eine deutsch-französische Verständigung ein. Von Juli 1922 bis Juni 1930 war Hellmut von Gerlach als Korrespondent der Carnegie-Friedensstiftung (Carnegie Endowment for International Peace) tätig.
In seiner Schrift Die große Zeit der Lüge von 1926 beschrieb Gerlach detailliert gezielte Falschinformationen und Manipulationen der Presseberichte ab 1914 zur Unterstützung der Kriegspolitik der Regierung.
1932 war Hellmut von Gerlach vorübergehend verantwortlicher Redakteur der Weltbühne. Im Exil schrieb er in Paris weiter für deutschsprachige Zeitungen (Pariser Tageblatt) und kritisierte scharf die nationalsozialistische Politik.
In seiner erstmals 1937 veröffentlichten Autobiographie Von rechts nach links schilderte Gerlach pointiert und unterhaltsam sein Leben.

## Ehe und Nachkommen
Hellmut von Gerlach heiratete 1904 Hedwig Wiesel (1874–1956). Die beiden hatten einen Sohn und eine Tochter. Hedwig von Gerlach übersetzte 1926 das Antikriegsdrama Das Grab des unbekannten Soldaten von Paul Raynal, das in ihrer Fassung an vielen deutschen Theatern erfolgreich aufgeführt wurde. Nach dem Tod des Ehemanns 1935 kehrte sie aus dem französischen Exil nach Deutschland zurück. 1951 verklagte sie erfolgreich die Hellmut-von-Gerlach-Gesellschaft wegen der von ihr nicht erwünschten Namensverwendung, da diese für die Oder-Neiße-Grenze eintrete und eine polnische Spionageorganisation sei.

## Ehrungen
Hellmut von Gerlach galt nach 1945 als eines der wichtigen Vorbilder für eine Versöhnung mit den polnischen und französischen Nachbarländern. Durch das gerichtliche Verbot der Namensgebung der Hellmut-von-Gerlach-Gesellschaft von 1953 geriet sein Name langsam in Vergessenheit. Erst seit etwa 2008 wurde seine historische Bedeutung wieder stärker gewürdigt.

### Hellmut-von-Gerlach-Gesellschaft
1948 wurde die Hellmut-von-Gerlach-Gesellschaft gegründet, die sich um die Deutsch-Polnische Verständigung bemühte. Diese bestand in Düsseldorf und Ost-Berlin. Um 1952 musste sie diesen Namen ändern, nachdem die Witwe Hedwig von Gerlach erfolgreich dagegen geklagt hatte.

### Hellmuth von Gerlach-Heim

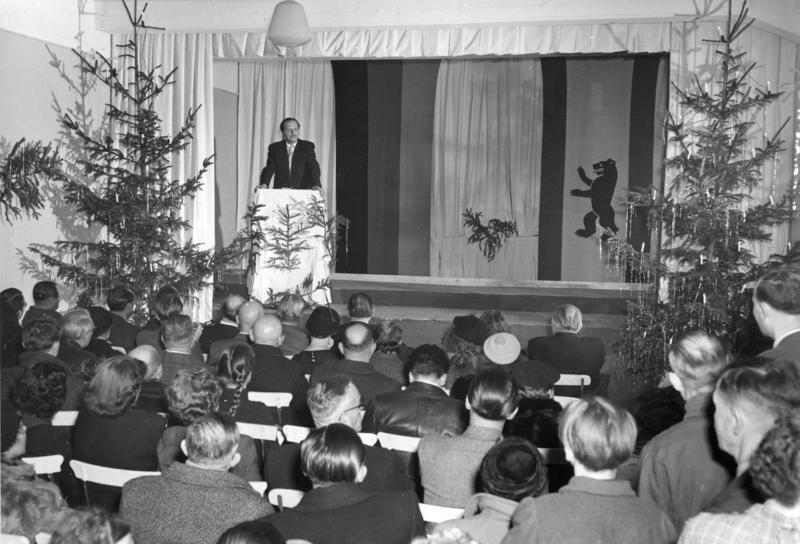
Einweihung des Hellmuth von Gerlach-Heims, 23. Dezember 1952

Das Hellmuth von Gerlach-Heim bestand in der Cuvrystraße 32 in Berlin als Unterkunft für Flüchtlinge durch die Deutsche Liga für Menschenrechte seit 1952. Dieses wurde spätestens 1955 aufgelöst.

### Ehrengrab in Wiesbaden
Seit 1968 ist die Urne von Hellmut von Gerlach auf dem Südfriedhof in Wiesbaden in einem Ehrengrab beigesetzt.

### Gedenktafeln

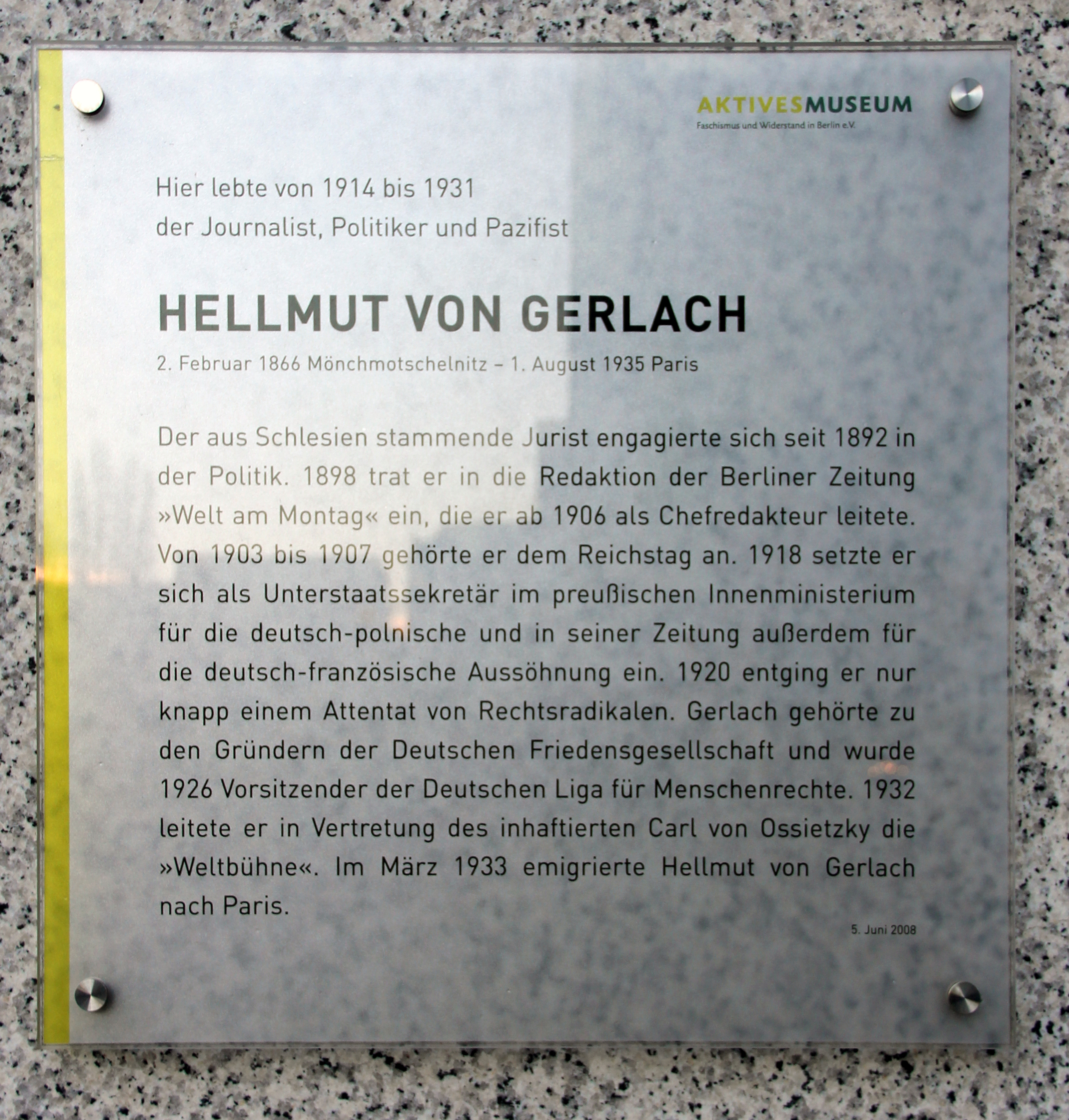
Gedenktafel am Haus, Genthiner Straße 48, in Berlin-Tiergarten

In der Genthiner Straße 48 in Berlin-Tiergarten gibt es eine Gedenktafel für Hellmut von Gerlach seit 2008.

### Hellmut-von-Gerlach-Straßen
Mehrere Straßen in Deutschland wurden nach ihm benannt.
- Görlitz, Hellmut-von-Gerlach-Straße
- Halle (Saale), Freiimfeld, Hellmut-von-Gerlach-Straße
- Kassel, Hellmut-von-Gerlach-Straße
- Waren (Müritz), Hellmut-von-Gerlach-Straße

## Schriften (Auswahl)
- Sozialdemokratisch oder nationalsozial. Redekampf zwischen Molkenbuhr und von Gerlach zu Emden am 15. November 1899. Emden 1900.
- Zur Frauenfrage. In: Patria – Jahrbuch der „Hilfe“ 1901. Buchverlag der „Hilfe“, Berlin-Schöneberg 1901, S. 113–128 (Digitalisat).
- Ein Brief zur Landarbeiterfrage. In: Patria – Jahrbuch der „Hilfe“ 1902. Buchverlag der „Hilfe“, Berlin-Schöneberg 1902, S. 73–90 (Digitalisat).
- Die freisinnige Vereinigung im Parlament. In: Patria – Jahrbuch der „Hilfe“ 1907. Buchverlag der „Hilfe“, Berlin-Schöneberg 1907, S. 211 ff.
- Das Parlament. Rütten und Loenig, Frankfurt am Main 1907 (Digitalisat).
- Die Geschichte des preußischen Wahlrechts. Buchverlag der „Hilfe“, Berlin-Schöneberg 1908 (Digitalisat).
- August Bebel. Ein biographischer Essay. Langen Verlag, München 1909 (Digitalisat).
- Meine Erlebnisse in der Preußischen Verwaltung. Die Welt am Montag, Berlin 1919.
- Der Zusammenbruch der deutschen Polenpolitik. Neues Vaterland, Berlin 1919 (Digitalisat).
- Hrsg.: Briefe und Telegramme Wilhelms II. an Nikolaus II (1894–1914). Wien 1920 (Digitalisat).
- Ein Bekenntnis deutscher Schuld. Beiträge zur deutschen Kriegsführung. Hrsg. von Walter Oehme. Mit einem Vorwort von Hellmut von Gerlach, Neues Vaterland, Berlin 1920.
- Die deutsche Mentalität. 1871–1921. Friede durch Recht, Ludwigsburg 1921.
- Erinnerungen eines Junkers. Welt am Montag, Berlin 1924 (Digitalisat).
- Die große Zeit der Lüge. Verlag der Weltbühne, Charlottenburg 1926. Die Kapitel waren alle in der Weltbühne erschienen. Neuausgabe: Hellmut von Gerlach: Die große Zeit der Lüge. Der Erste Weltkrieg und die deutsche Mentalität (1871–1921). Hrsg. von Helmut Donat und Adolf Wild. Mit einem Nachwort von Walter Fabian. Donat, Bremen 1994, ISBN 3-924444-78-1.
- Von rechts nach links. Hrsg. von Emil Ludwig. Einleitung von Emil Ludwig. Europa Verlag, Zürich 1937 (Autobiografie, postum erschienen). Neuauflage bei Gerstenberg, Hildesheim 1978, und beim Fischer Taschenbuch Verlag, Frankfurt am Main 1987 (Auszugsweise: Digitalisat der Kapitel 15 und 16).